# The Subsistence Production Societies
The Subsistence Production Societies (deutsch in etwa Die Subsistenzwirtschaft-Gemeinschaften; kurz SPS) waren ein Projekt, das in Eigenregie verschiedenste Produkte herstellte und dafür Arbeitslose einstellte. Es bestand in den 1930er Jahren an zwei Standorten in Cwmavon in Südwales und in Up Holland nahe Wigan in England. Das Projekt stand unter der Leitung von Peter Scott und der von ihm gegründeten Gemeinschaft An Order of friends, die aus den Quäkern hervorgegangen war. Im Endeffekt konnten die beschäftigten Arbeitslosen die geschaffenen Produkte für den Eigengebrauch erwerben. Das Projekt wurde von verschiedenen Seiten zum Teil heftig kritisiert, fand aber unter anderem mit Arbeitsminister Ernest Brown auch mehrere Unterstützer.

## Hintergrund
Nach dem Ende des Ersten Weltkriegs kam es aus verschiedenen Gründen im Vereinigten Königreich zu einer großen Rezession. Das führte beispielsweise in den walisischen Grundstoffindustrien zu zahlreichen Unternehmensschließungen und Entlassungen. Die Regierung tat nur wenig; allerdings war es möglich, staatliche Gelder über die National Insurance zu bekommen, wenn ein Bedürftigkeitsnachweis vorgelegt werden konnte. Dieser Nachweis grenzte den Erhalt der Mittel stark ein und wurde deshalb wie auch wegen anderer Punkte wie regional unterschiedlichen Maßstäben häufig kritisiert. Im Laufe der Jahre wurden außerdem die Gelder gekürzt. Für Unversicherte gab es zudem Mittel aus dem sogenannten Poor Law, das jedoch in der Bevölkerung verpönt war, auch, weil man Gefahr lief, in ein Armenhaus eingewiesen zu werden. Abhilfe verschafften einige Hilfsinitiativen verschiedener Organisationen. Zu den größeren Initiativen zur Schaffung bezahlter Arbeit gehörte beispielsweise das sogenannte Brynmawr-Experiment im walisischen Brynmawr, das von einer Quäker-Gruppe um Peter Scott geleitet wurde.

## Geschichte
Peter Scott ging Mitte der 1930er-Jahre auf Abstand zu den Quäkern und gründete 1934 die Gemeinschaft An Order of friends, die er 1936 zu einer Gesellschaft machte. Die sogenannte An Order Holdings Limited wurde zur neuen Muttergesellschaft des Brynmawr-Experiments. Eine SPS entstand am 1. März 1934 in Up Holland nahe Wigan und sollte als Pilotprojekt zunächst mit einer einjährigen Laufzeit dienen. Es wurde zu Teilen mit Geldern eines lokalen Unternehmers finanziert. Noch im Laufe des ersten Jahres entschied das Arbeitsministerium unter der Bedingung, dass die Arbeiter freiwillig und ungebunden an den SPS teilnehmen konnten und die Produkte nur für die eigene Verwendung gedacht waren, dass die Arbeiter weiterhin Arbeitslosengeld bekommen sollten. Im August 1934 trat Robert Hudson, hochrangiger Beamter im Arbeitsministerium, an Peter Scott mit der Frage heran, ob Scott bereit wäre, nach dem Vorbild von Up Holland fünf Projekte mit je 500 Personen im gesamten Vereinigten Königreich aufzuziehen.  Scott lehnte die Anfrage und die damit verbundene finanzielle Unterstützung ab, da er damit überfordert gewesen wäre, er aber auch davon ausging, dass die potentiellen Arbeiter sich nicht mit den Förderungen seitens der Regierung hätten anfreunden können. Kurze Zeit später erhielt er aber eine finanzielle Hilfe von 30.000 £ von William Morris, 1. Baron Nuffield, einem Unternehmer und Philanthropen. Mit diesen finanziellen Hilfen konnte Scott zwei dieser Projekte verwirklichen. Diese beiden Projekte waren die Fortführung des Pilotprojektes in Up Holland sowie eine Neugründung in Monmouthshire, genauer gesagt in dem kleinen Dorf Cwmavon südlich von Blaenavon und westlich von Brynmawr. Beide SPS starteten offiziell am 1. März 1935.
Die SPS in Up Holland bildete mehrere Niederlassungen in Lancashire aus und erfuhr zusätzlich eine finanzielle Unterstützung des Nuffield Trust. Für die SPS wurde das Gebäude der ehemaligen Westlake’s Brewery gekauft und renoviert. Mit fortschreitend besser werdenden Zustand des Gebäudes nahmen die einzelnen Handwerke ihren Betrieb auf. 1936 baute man den ehemaligen Bierkeller in eine Kantine um. In dieser wurden (später kostenlose) Mittagsessen ausgegeben, welche neben Vergünstigungen für den Erwerb von Kohle ein Zugeständnis der Organisation an die Arbeiter waren. Im selben Jahr gründete man eine Niederlassung in Brynmawr. Die SPS in Cwmavon wurde von James „Jim“ Forrester geleitet. Dass dieser eigentlich Lord Forrester und damit der spätere James Grimston, 5. Earl of Verulam war, kam nur durch Zufall heraus, denn er hob seine Abstammung und seinen Titel bei der Arbeit nicht hervor. Die SPS waren Teil des Firmenkonstrukts von An Order of friends beziehungsweise dessen An Order Holdings Limited. Eine visuelle Darstellung des Konstruktes nach der Umstrukturierung seitens An Order befindet sich unterhalb dieses Absatzes. Dieses Firmenkonstrukt umfasste mit der Subsistence Production Societies, Ltd. auch ein börsennotiertes Unternehmen. Die britische Regierung förderte die SPS, wobei sich diese Förderungen bis März 1938 auf bereits circa 100.000 Pfund beliefen. Diese Förderungen liefen 1938 mit Beginn des Zweiten Weltkriegs und Ausgabenkürzungen in der Regierung aus. Zusätzlich wurde ein Fonds eingerichtet, deren Treuhänder neben Peter Scott der ehemalige Offizier Wyndham Deedes und James Grimston, Lord Forrester, der spätere 5. Earl of Verulam, waren.
Ab 1938 fanden immer mehr vormals Arbeitslose anderweitig Arbeitsplätze, wodurch die Mitgliedszahlen in den SPS sanken. So eröffnete beispielsweise in Glascoed eine Munitionsfabrik, die zahlreichen Arbeitslosen sichere Arbeitsplätze gab, insbesondere vor dem Hintergrund des Zweiten Weltkriegs. 1938 schloss die SPS in Up Holland, weshalb fortan nur noch von der Subsistence Production Properties, Ltd gesprochen wurde. Im Komplex der SPS in Cwmavon mussten zahlreiche Zweigstellen schließen. Sukzessive geriet die SPS mehr und mehr in finanzielle Schwierigkeiten, was zusätzlich durch das Ende der Regierungsförderungen verstärkt wurde. Am 16. Juni 1939 endete der aktive Betrieb der SPS in Cwmavon und damit der SPS an sich. Die SPS bestanden zunächst auf dem Papier fort und der Betrieb wurde mit einer kleinen Gruppe älterer Männer in einem kleinen Maßstab fortgesetzt, ehe die SPS am 8. Dezember 1939 liquidiert wurde.
Aus Sicht der Organisatoren und Vordenker scheiterte die utopische Idee des Projektes, das ihnen aber wegen des karitativen Engagements trotzdem erfolgreich erschien. Forschungen von Marie Jahoda zeigten jedoch, dass die Arbeiter mit den Ergebnissen unzufrieden waren, da ihre Hoffnungen auf ein besseres Leben kaum bis nicht erfüllt wurden. Unterschiedliche Meinungen gibt es vor allem hinsichtlich der Einordnung der SPS in Bezug auf das Brynmawr-Experiment. Während Pamela Manasseh die SPS als eigenständig gegenüber dem Brynmawr-Experiment bewertet, da beide Projekte bei An Order of friends strikt getrennt wurden, bewertete Henry Ecroyd dagegen die SPS als „letzte Phase“ des Brynmawr-Experiments.

## Zweck und Organisation
Die SPS werden von der Autorenfamilie Wiliam als weiterentwickelte Version der Scottschen Utopien bewertet. Diese Utopien umfassten die Bildung einer selbstständigen Gemeinschaft von Personen, indem man mit Familien aufs Land außerhalb von Siedlungen ziehen und dort eine Gemeinschaft mit dem Handwerk als wichtigstes Element bilden sollte, weil „der Kapitalismus scheitern würde.“ In dieser Gemeinschaft sollten Autos verboten werden und „tatsächlich“ unter anderem verschiedene Wett- und Glücksspielarten sowie Bier und Tabak „an Einfluss verlieren“. Jedes Handwerk wurde zumindest in Cmwavon an einer separierten Stelle von einer Gruppe aus Arbeitern bearbeitet. Die Arbeiter verblieben dabei als Empfänger der Arbeitslosengelder, da sie bei den SPS keine finanziellen Mittel als Lohn bekamen, sondern die produzierten Gegenstände je nach Bedarf mitnehmen konnten. Dafür mussten sie allerdings einen gewissen Preis bezahlen, der allerdings lediglich die Materialkosten und einen gewissen Anteil für die Gemeinkosten abdeckte. Verrechnet wurden außerdem die geleisteten Arbeitsstunden. Da dieses System jedoch nur schlecht funktionierte, reformierte Forrester es. Ab April 1936 musste infolgedessen jeder Arbeiter 30 Stunden pro Woche in einem ihm zugeteilten Bereich arbeiten, das Entgelt konnte er dann für den Kauf der Produkte einsetzen, wobei die Arbeitsstundenverrechnung wegfiel. Die utopischen Ziele umfassten auch eine Erhöhung des Lebensstandards durch die Produktion kostengünstiger, qualitätsvoller lebensnotwendiger Dinge zu sinnvollen Preisen, die Einbindung sämtlicher arbeitsfähiger Altersgruppen und das Ausprobieren dieses neuen Systems. Vordenker des Systems war der walisische Akademiker und Philosophie-Professor J. W. Scott.
Die SPS in Cwmavon war als „Universalfabrik“ aufgebaut. Sie bestand aus verschiedensten Handwerken wie dem Weben, dem Schneidern, dem Backen und dem Möbelbau sowie aus der Viehhaltung und der Landwirtschaft. Ebenso gab es Schuhmacher, eine Fleischerei und Personen, die sich mit der Holzverarbeitung beschäftigten. Die Landwirtschaft wurde allerdings nicht im Cwmavon ausgeübt, sondern 13 Kilometer weiter südöstlich in Llandegveth auf dem Gelände eines Bauernhofes, der einstmals Kühe gehalten hatte. Weitere Anlagen, unter anderem zum Gartenbau und zur Tierhaltung, befanden sich unter anderem nahe Pontypool und in Cwmbran. Bis Mitte 1936 wurden die meisten Bauarbeiten durch externe Vertragsarbeiter ausgeführt, ehe man ab Juni 1936 eigens ausgebildete und angestellte Leute dafür nutzte. Im Laufe der Arbeit entschloss sich die Organisation in Cwmavon, die Verantwortung zu dezentralisieren, womit die einzelnen Handwerksgruppen autonomer wurden.

## Auswirkung

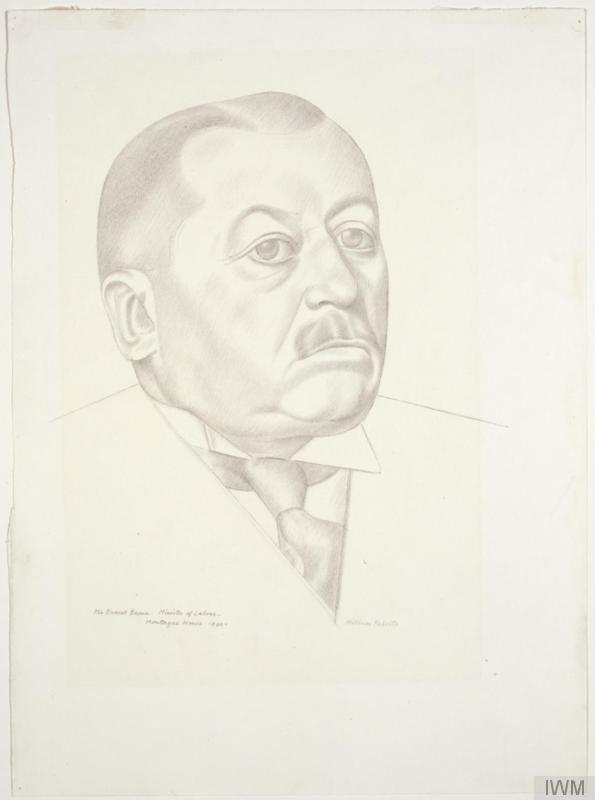
Arbeitsminister Ernest Brown (entstanden 1940)

1935 fanden in Cwmavon bereits 200 Personen Arbeit, nach der Öffnung der Brynmawr-Filiale und dem Kauf einer Farm und einer Zeche jeweils 1936 konnten sechs weitere Personen mitarbeiten. Von den erwirtschafteten Produkten profitierten 1937 gut 280 Familien. Steve Wyler bezifferte 2020 die Zahl der Arbeiter in beiden Betrieben auf insgesamt gut 900 Arbeiter. In der SPS in Cwmavon waren bis zu 400 Personen beteiligt, was 9 % der damals in der Region als Arbeitslose registrierten Menschen ausmachte.

## Kritik
Die SPS stießen auf Kritik seitens der Labour Party, der Gewerkschaften und Ladenbesitzer, die teilweise Arbeiter auf ihrem Arbeitsweg mit Steinen bewarfen, während andere dieses Projekt in höchsten Tönen lobten. Der Konflikt spiegelt sich auch in einer Anfrage der Labour-Politikerin Ellen Wilkinson an National-Liberal-Politiker Ernest Brown, zu diesem Zeitpunkt Arbeitsminister in der Kriegsregierung Chamberlain, wider: Während Wilkinson die „rücksichtslose Verschwendung von öffentlichen Geldern“, also der Förderungen an die SPS, kritisierte, verteidigte Brown das Projekt als „gut gemeinten Versuch […], eine originelle Idee zu entwickeln.“ Die Bevölkerung befürchtete, dass man von nun als Gegenleistung für das Arbeitslosengeld auf unbezahlter Basis arbeiten müssen, oder eine Gefahr für das damalige Lohnsystem.